# 苏州泰伯庙
苏州泰伯庙，又名至德庙，为祭祀吴国始祖泰伯的祠庙。位于江苏省苏州市姑苏区金阊街道阊门内下塘街250号、官宰弄30号，皋桥西北160米，桃花坞历史街区内，毗邻五峰园。为苏州市文物保护单位。

## 历史
苏州泰伯庙是江南第一座祭祀江南人文始祖泰伯的庙宇。东汉永兴二年十二月初五日（154年），吴郡太守麋豹奉旨在阊门外兴建泰伯庙，吴如胜的吴氏族谱《世系》加以记载，其子吴允迁回吴郡掌管祭祀。后梁乾化四年（914年）吴越国王为避兵乱徙于今所。咸丰十年（1860年）庙毁，现存建筑为同治六年（1875年）重建。

## 建筑
苏州泰伯庙占地面积7492平方米，分东西两路。东路，现存至德桥、至德坊、主殿至德殿三间、东西两庑各三间等为清代建筑。至德坊为四柱三间冲天式，为光绪二年巡抚吴元柄题写。至德殿面阔三间14米，进深10米，供奉泰伯、仲雍、季札三尊塑像。康熙御笔“至德无名”。乾隆御笔“三让高踪”。

## 保护
1982年10月22日，泰伯庙公布为第二批苏州市文物保护单位。2009年，菜场迁出，根据《至德志》等历史资料修复泰伯庙，占地面积扩展到7492平方米。增设陈列展览。2019年，主殿至德殿进行了抢险加固。